# Hanns-Jörg Anders
Hanns-Jörg Anders (* 1942 in Gardelegen) ist ein deutscher Fotograf.

## Leben
Anders absolvierte zunächst eine kaufmännische Ausbildung, ab 1966 arbeitete er als freier Fotograf. 1968 bekam er erste Aufträge für den Stern und internationale Zeitschriften wie Paris Match oder Epoc.
Während einer Reise durch die Türkei gelang Anders zufällig die Dokumentation der Geburt eines Fohlens. Die Bilder wurden in verschiedenen europäischen und nordamerikanischen Zeitungen abgedruckt. Außerdem entstand in Zusammenarbeit mit Hans-Heinrich Isenbart ein Buch mit dem Titel „Ein Fohlen kommt zur Welt“.
Als 1987 Uwe Barschel in der Badewanne eines Hotels in Genf tot aufgefunden wurde, war Anders mit einem Kollegen des Stern, Sebastian Knauer, anwesend und machte erste Fotos. Die entscheidenden Fotos hat dann jedoch nicht Anders, sondern Knauer gemacht. Lange Zeit wurde behauptet, Anders sei der erste gewesen, der den toten Barschel gesehen habe. In seinem Buch „Doppelmord an Uwe Barschel“ weist aber der Redakteur des Spiegel Wolfram Baentsch darauf hin, dass ein Zimmermädchen Barschel schon vorher aufgefunden habe. Nach ihrer Aussage lag er kopfunter im Wasser mit dem Rücken nach oben gewandt, nicht wie ihn die Fotos der Stern-Reporter später zeigten. Für die Aussage des Zimmermädchens spricht, dass Barschels Haare auf den Bildern von Knauer als nass zu erkennen sind – ein Umstand, der sich nicht erklären ließe, wenn Barschel die Nacht mit dem Kopf über Wasser in der Wanne gelegen hätte.
Fotografisch beschäftigt sich Anders mit vielfältigen Themenbereichen: Sein Aktionsradius reicht von Lokalfotografie bis in die ganze Welt. Auf zahlreichen Reisen fotografiert er die Armut in Afrika, berichtet von Hilfseinsätzen in Äthiopien und porträtiert deren Helfer. Aber auch in seiner Heimat reicht sein Spektrum von sozialen Brennpunkten bis in die gehobenen Schichten. Sogar für ein Kochbuch machte Anders die Fotos.
2002 endete seine Karriere beim Stern mit dem Eintritt in den Ruhestand.

## Auszeichnungen
- 1967: 1. Preis des „Deutschen Jugendfotopreises/Photokina“[4]
- 1969: 1. Preis beim „Pressefoto des Jahres“ (World Photo Award)